# Dedo I da Marca Oriental Saxã
Dedo I de Marca Oriental Saxã ou também Dedi I de Marca Oriental Saxã ou ainda Dedo II de Wettin (1004 - Outubro de 1075) foi marquês da Marca Oriental Saxã, território da Baixa Lusácia desde 1046. Foi igualmente pretendente ao cargo de marquês de Meissen desde 1069. 
Dedo I de Marca Oriental Saxã herdou os territórios de Marca Oriental Saxã, que provinham dos seus antepassados. 

## Relações familiares
Foi o segundo filho de Teodorico II da Baixa Lusácia e Matilda, filha de Ecardo I da Meissen.
Casou com Oda de Lusácia, filha de Tietmar II da Baixa Lusácia, marquês da Baixa Lusácia, de quem teve:
1. Adelaide da Mísnia (1040 - 26 de janeiro de 1071) casada com Ernesto da Áustria (c. 1027 - 10 de junho de 1075) foi marquês da Áustria de 1055 até á sua morte, com origem na Casa de Babenberg.

Casou-se pela segunda vez com Adela de Brabante e tiveram dois filhos:
- Henrique I da Marca Oriental Saxã
- Conrado[3][4]